# Медінет-Абу

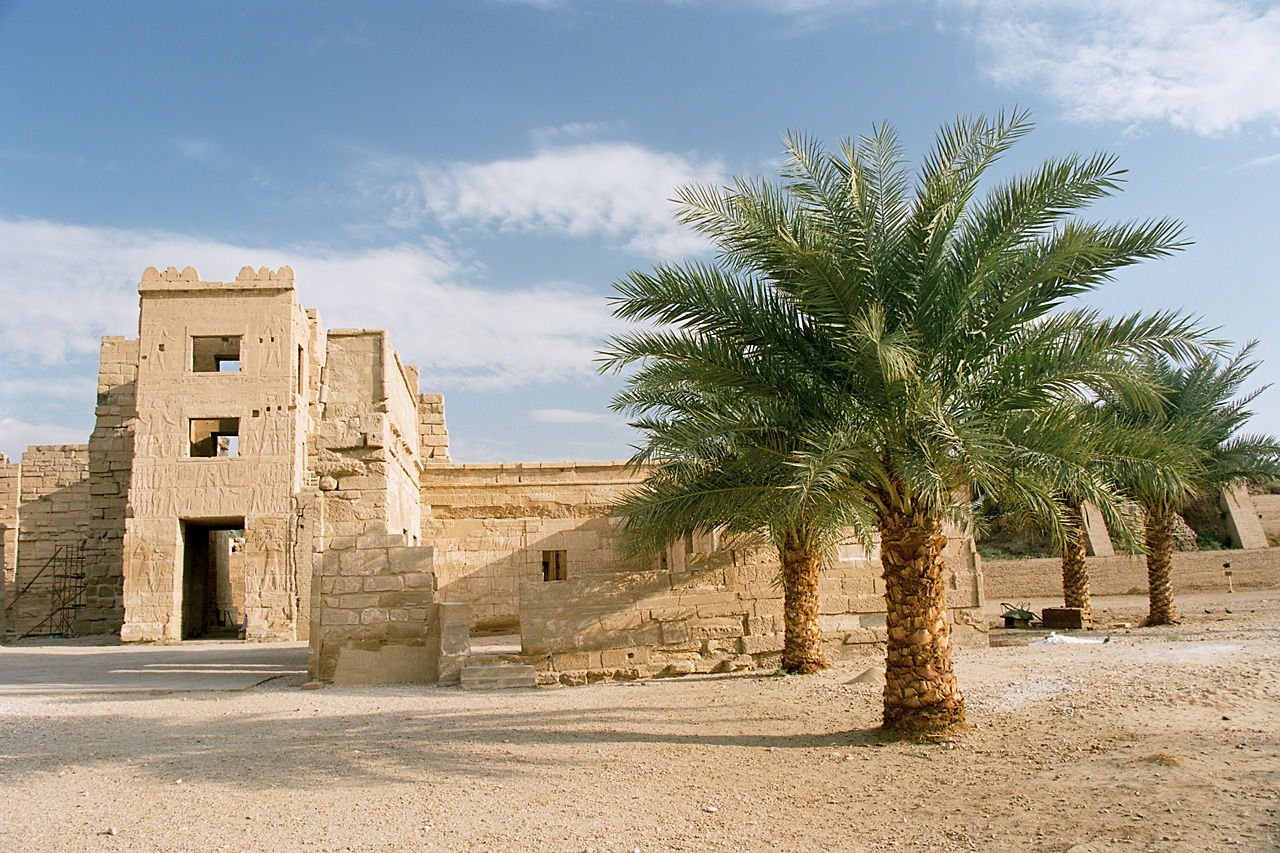
Медінет-Абу

Медінет-Абу (копт. Чеме) — похоронний храм Рамсеса III, що знаходиться в однойменному місці на західному березі Ніла в Луксорі.

## Опис
У Новому царстві зародилося поняття заупокійного храму, як комплексу, що не входить до складу гробниці. Завдяки цьому, фараони повністю «розкручували» в них свою могутність і багатство. Комплекс в Медінет-Абу — яскравий і добре збережений зразок поминального храму царів Нового царства.
Будівництво «обителі мільйонів років ка» другого фараона 20 династії Рамсеса III почалося негайно. У своєму плані він чимало копіює величний Рамессеум, заупокійний храм Рамсеса II, проте поступається йому в розкоші і розмірами.
В давнину до храму був проритий канал, який закінчується пристанню з невисокими фортечними вежами і невисоким поясом стін, що охоплювали всю територію комплексу.

## Галерея

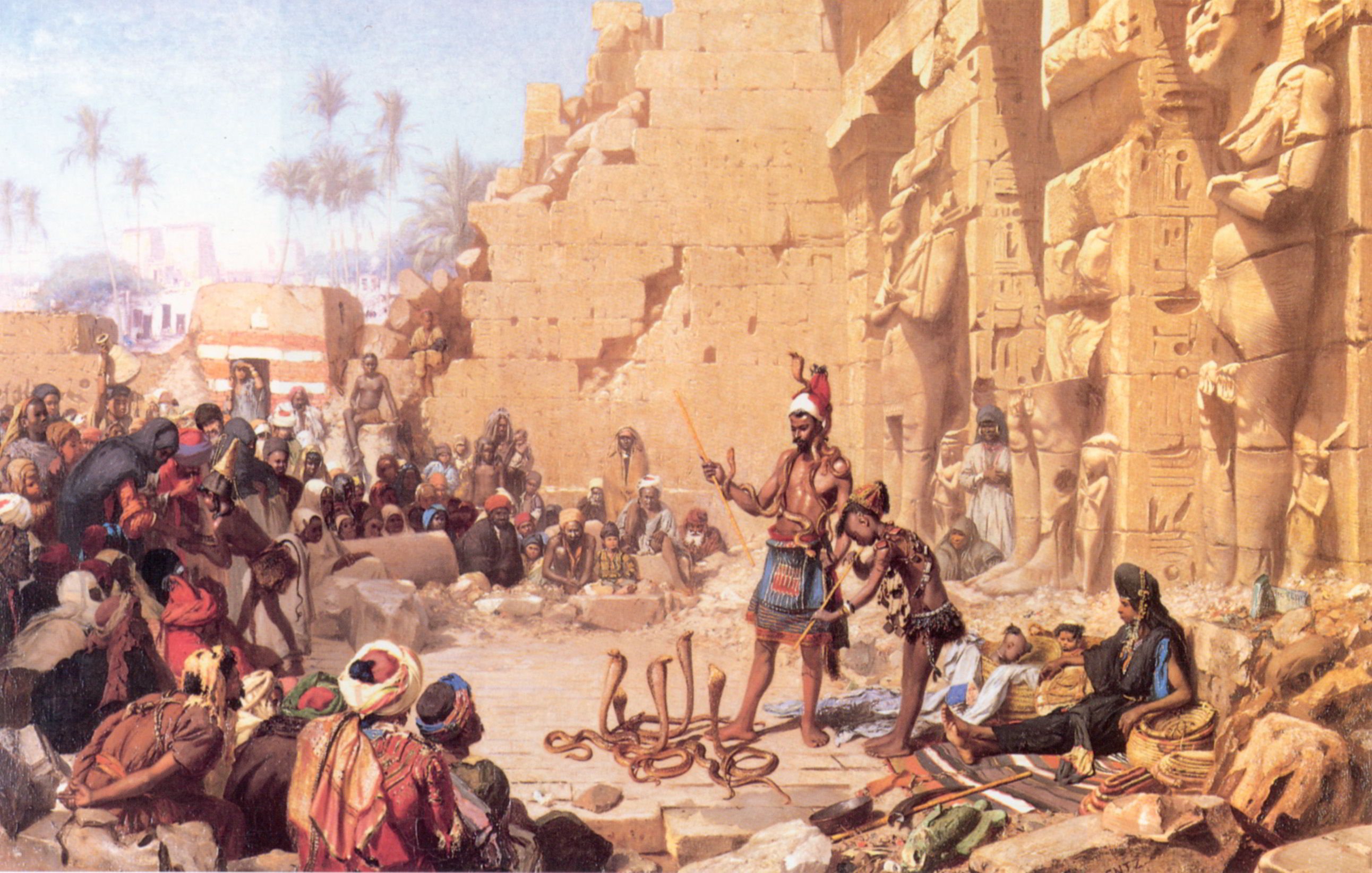
1872 orientalist painting by Wilhelm Gentz, set in the peristyle court
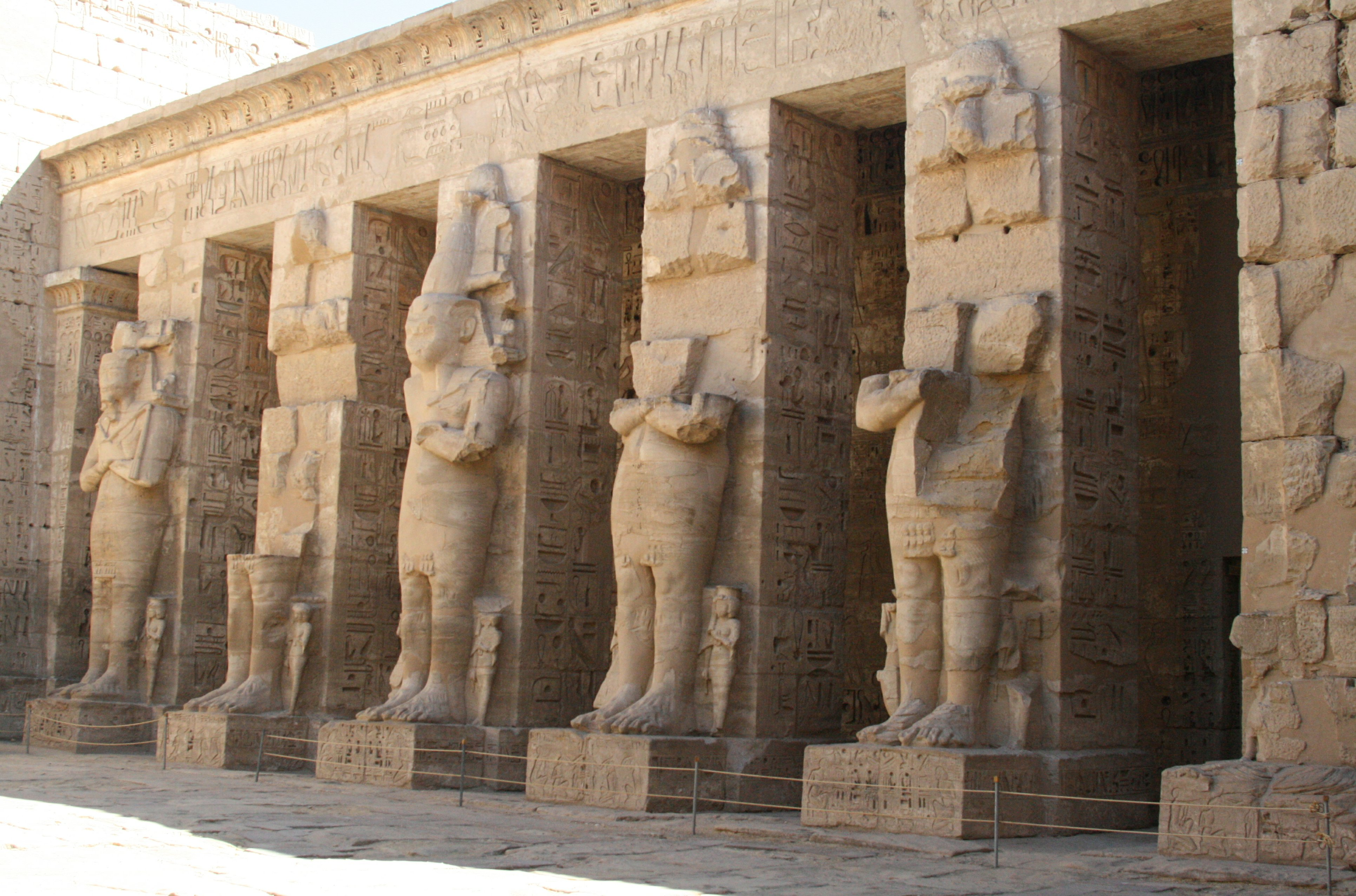
Ramessid columns in the peristyle court
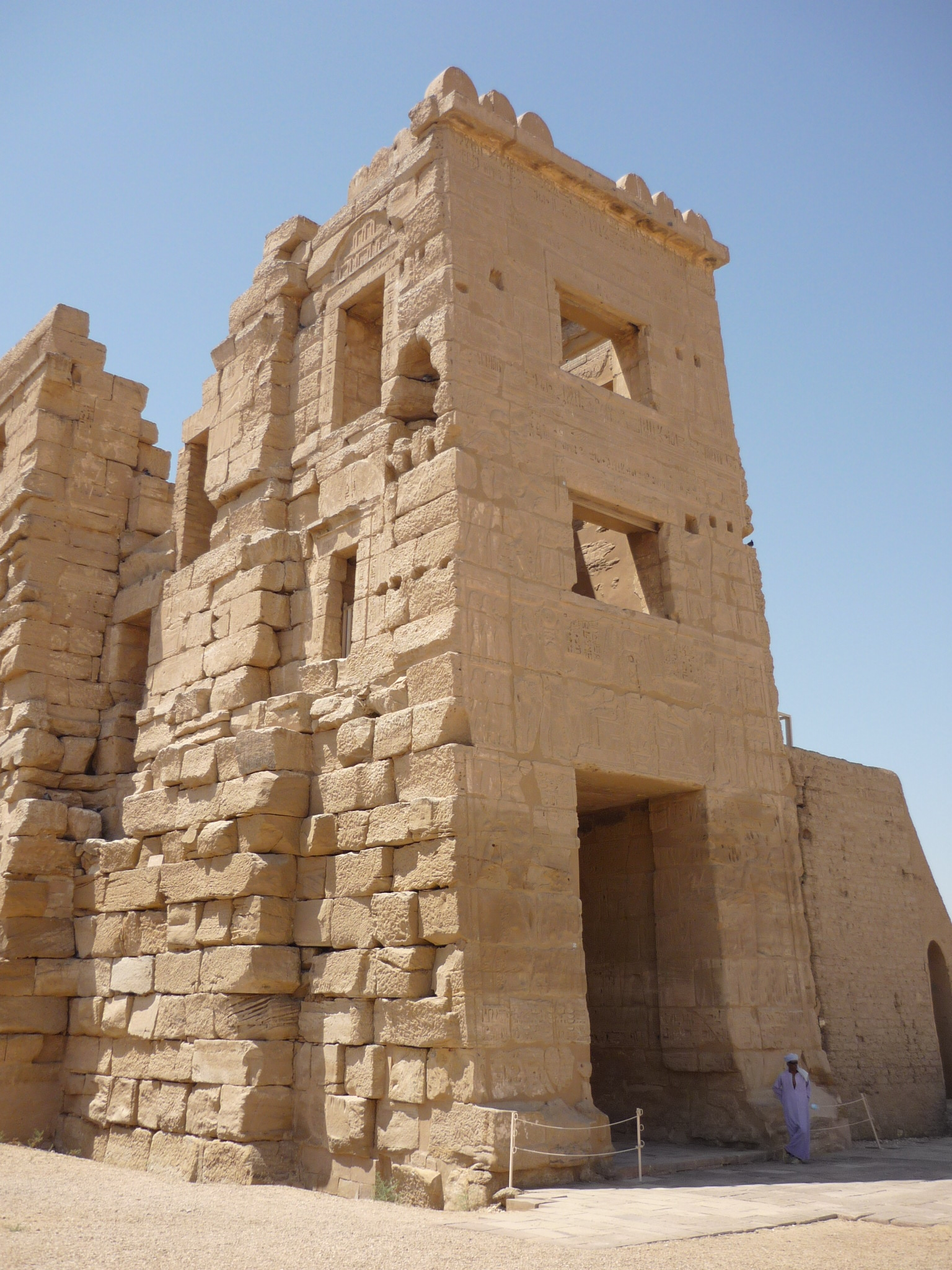
A view of the tower at Medinet Habu
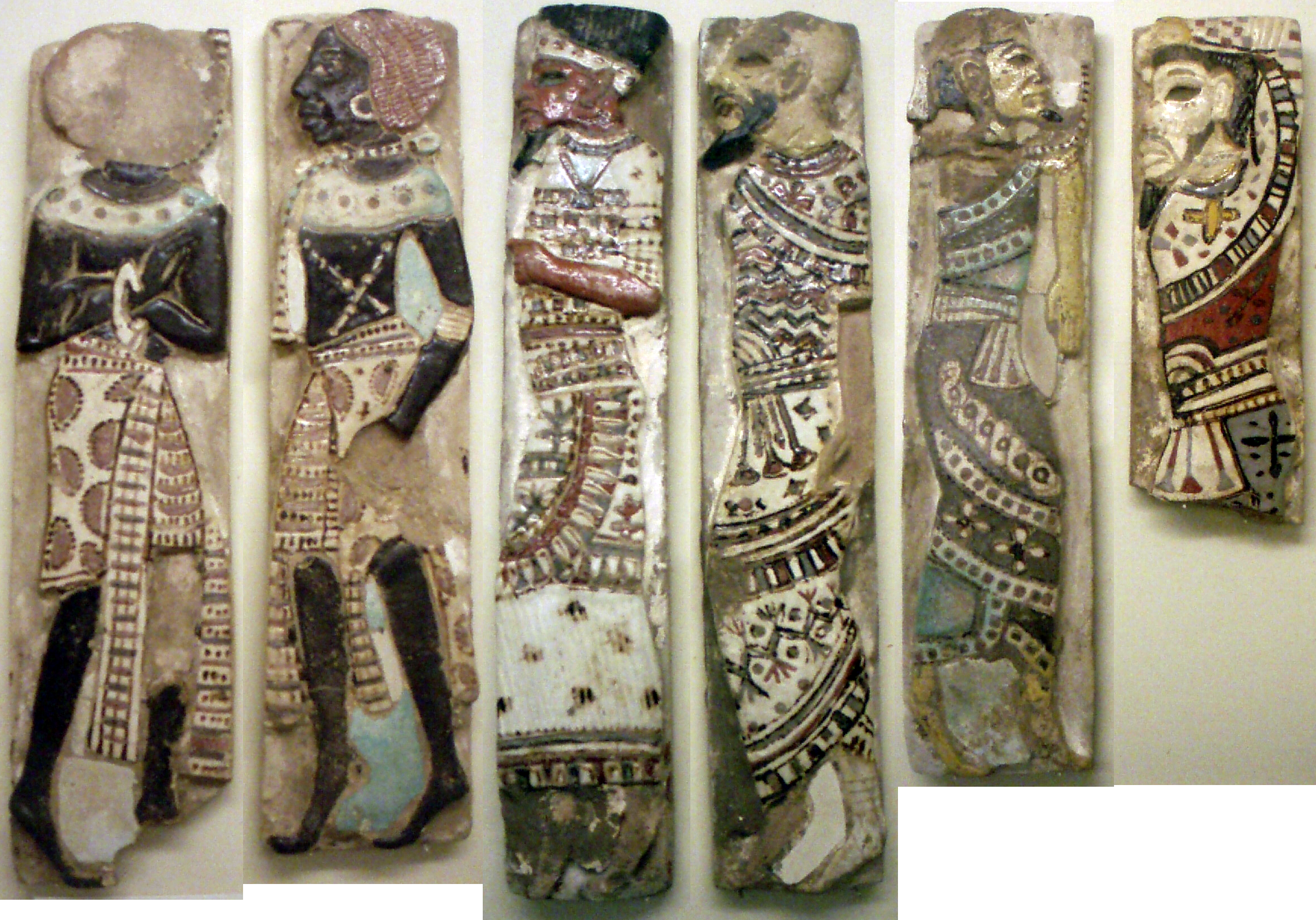
Glass and faience inlays found at the royal palace of Medinet Habu depicting Egypt's traditional enemies
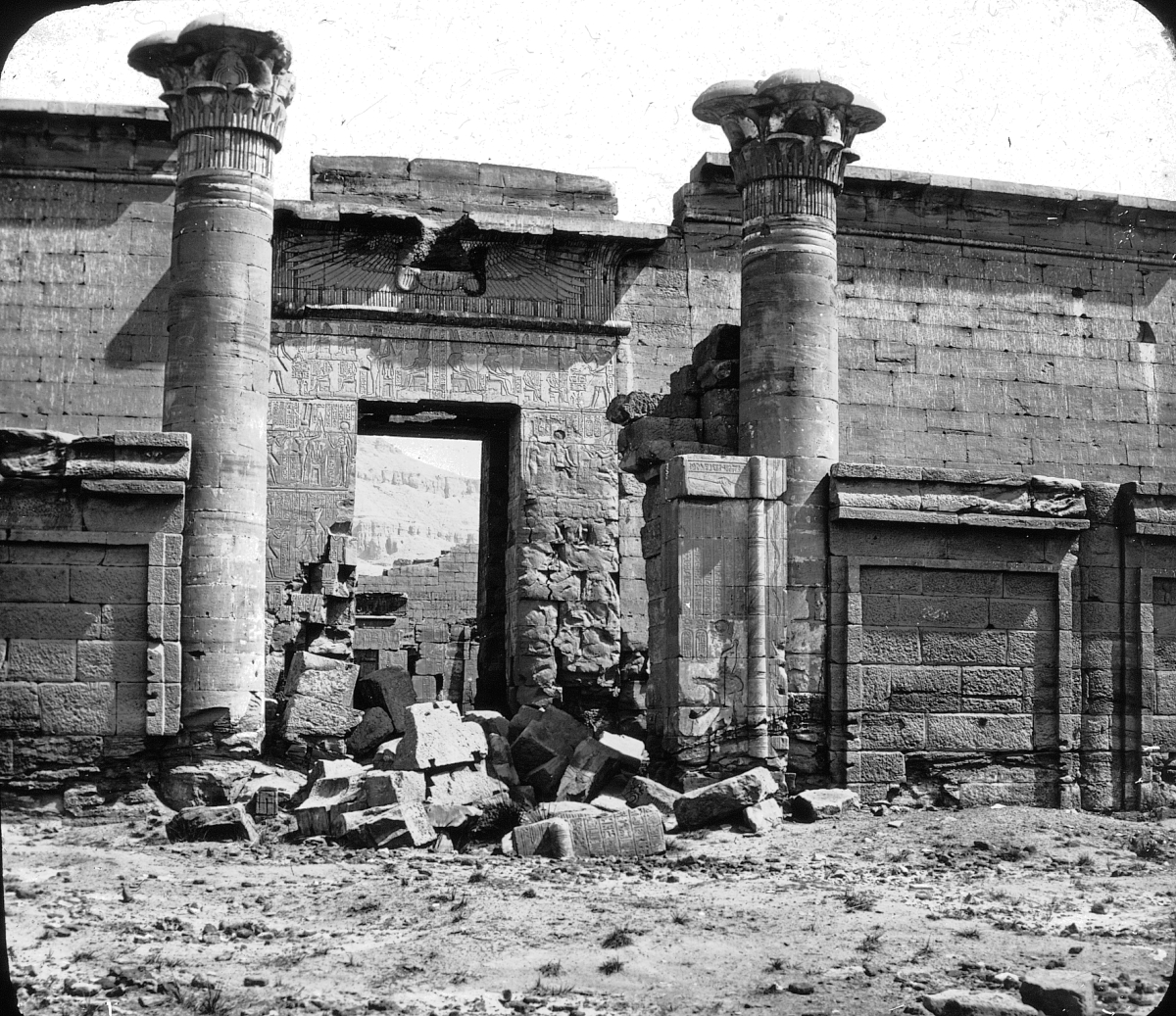
Egypt - Medinet Habu, Thebes. Brooklyn Museum Archives, Goodyear Archival Collection
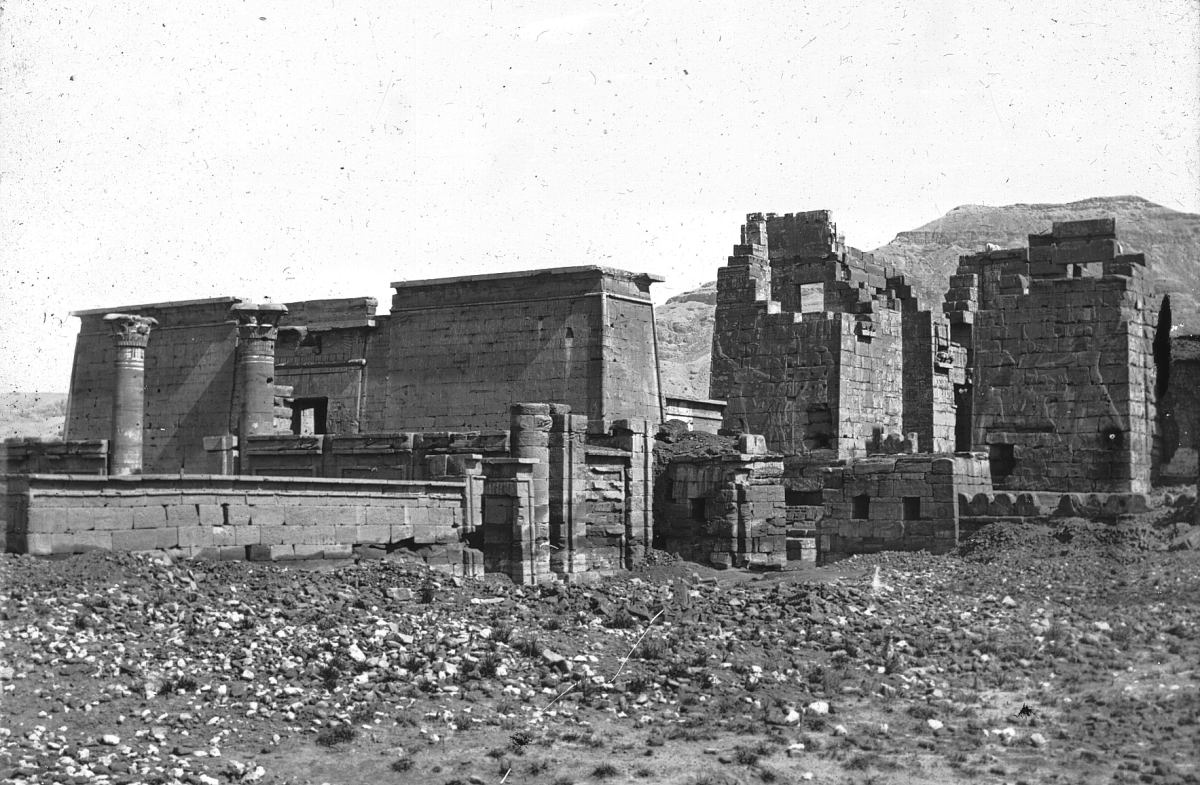
Egypt - Pavilion of Rameses III, Thebes. Brooklyn Museum Archives, Goodyear Archival Collection
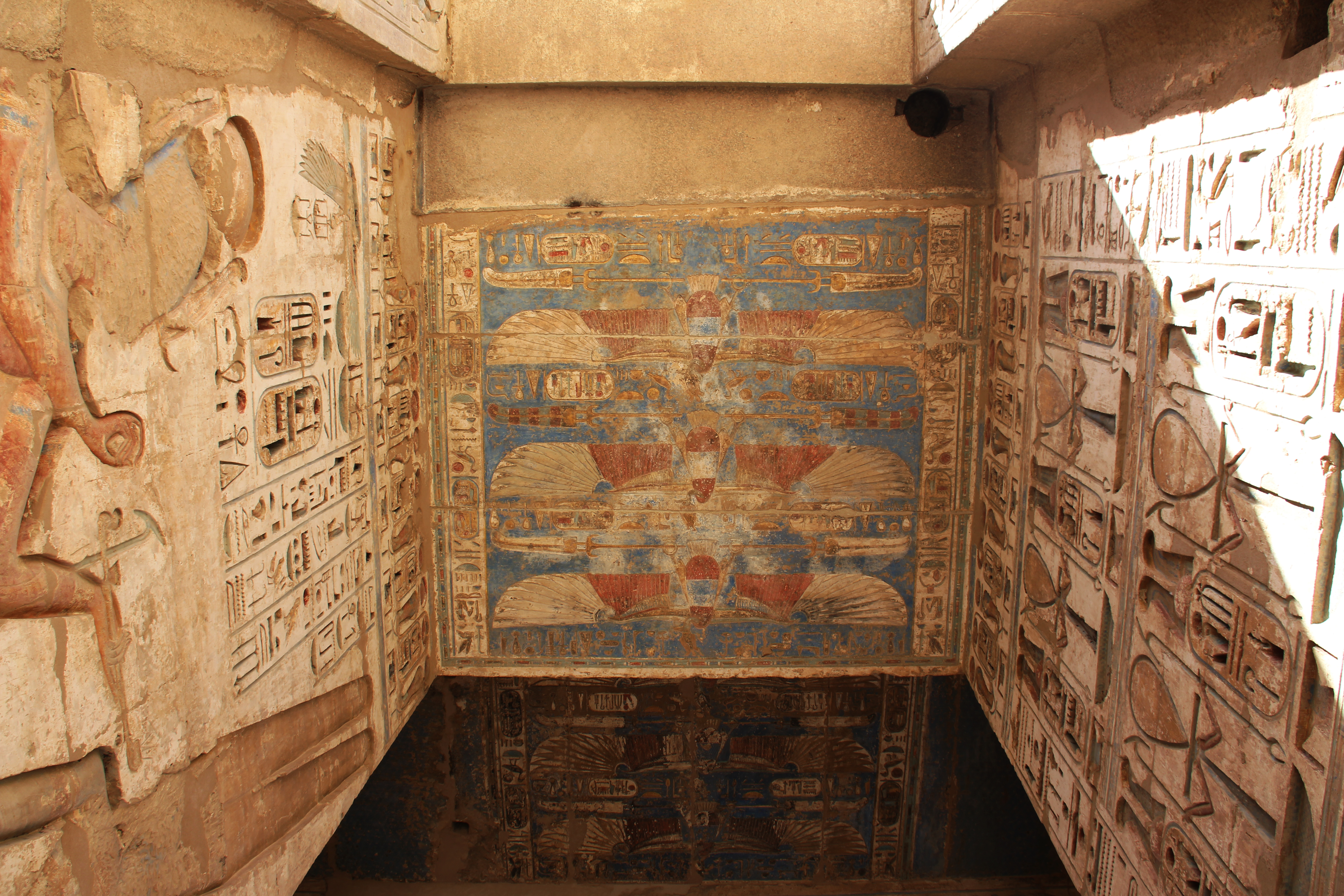
Medinet Habu Temple Ceiling
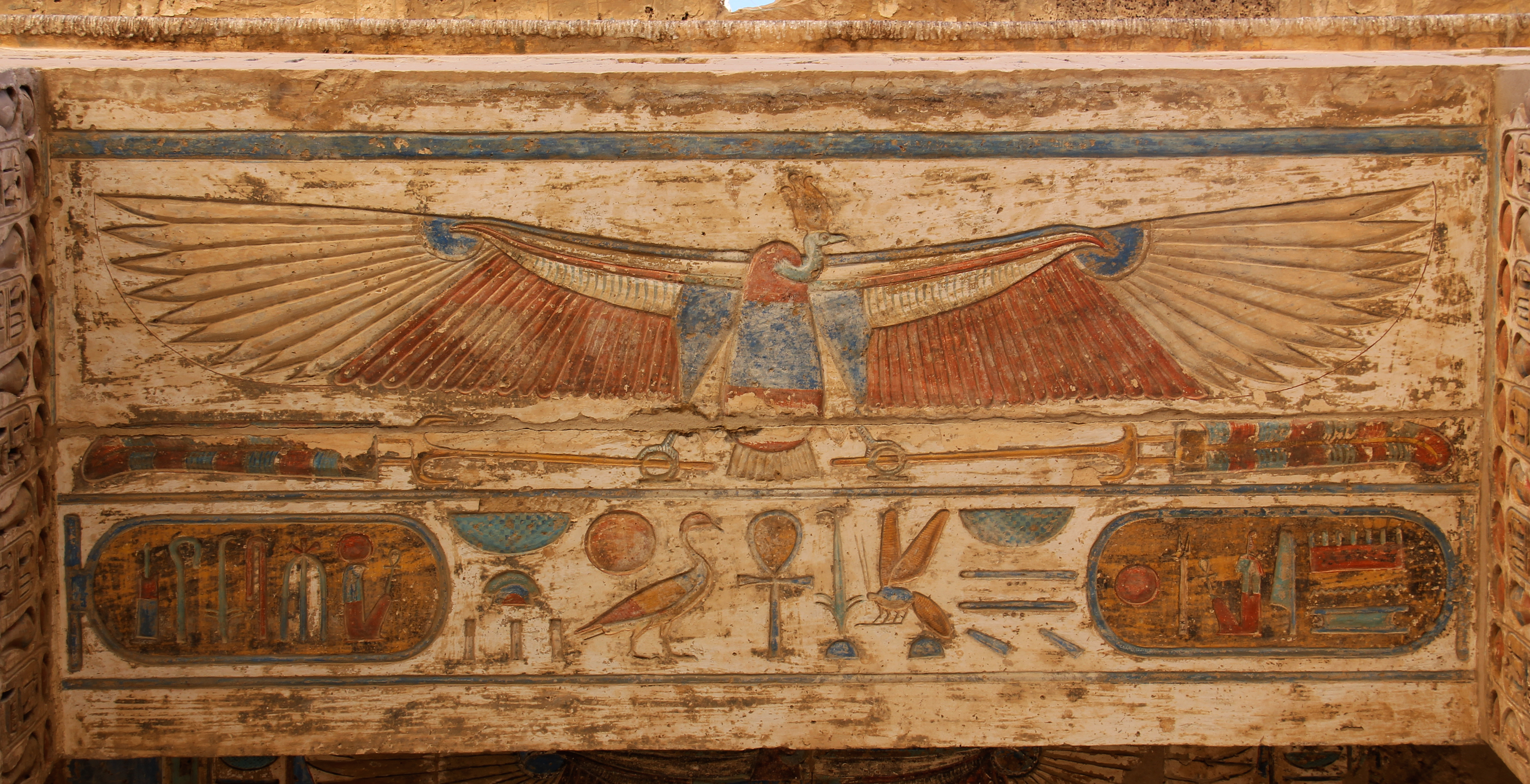
Medinet Habu Temple Ceiling
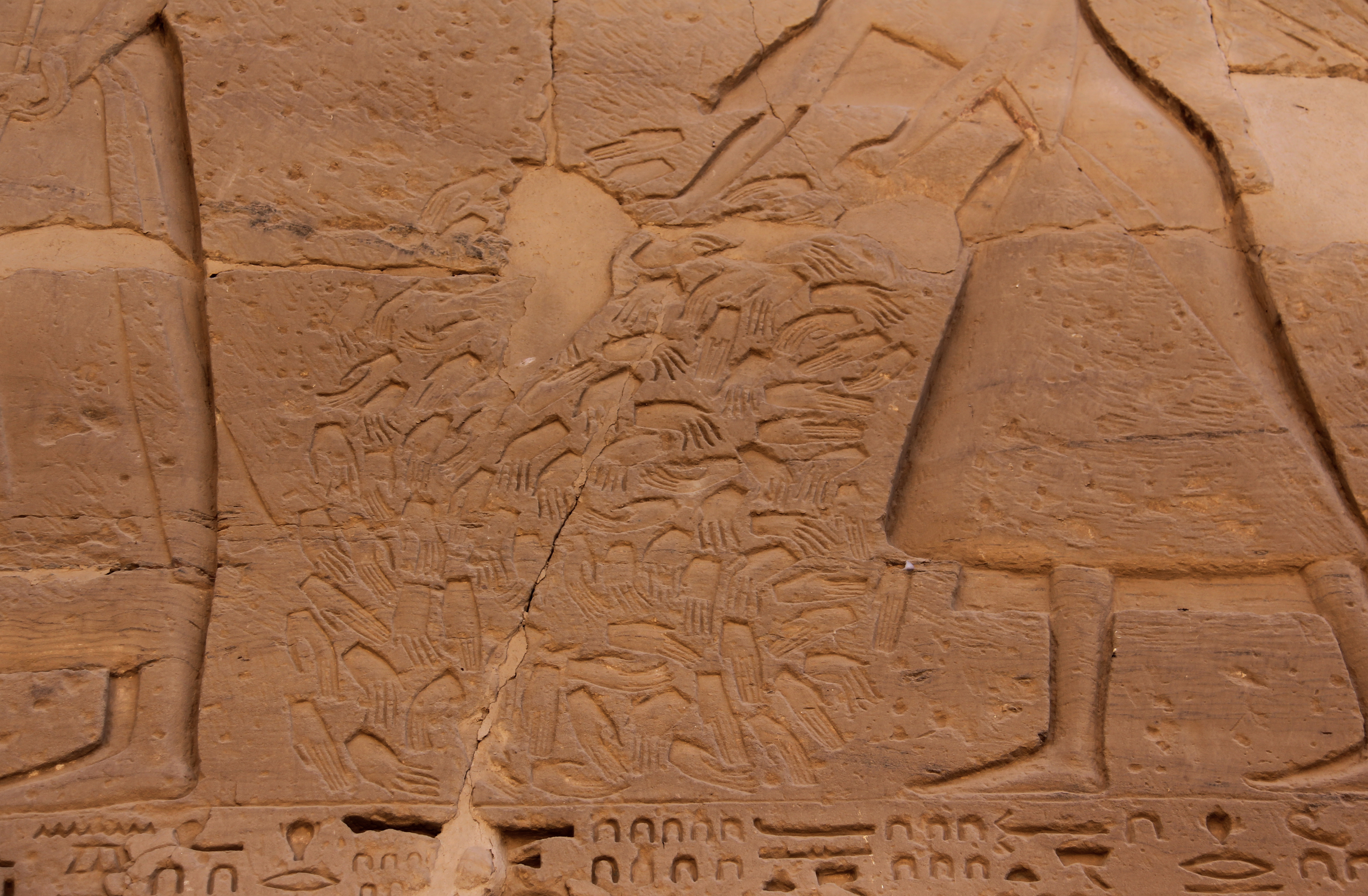
Medinet Habu Temple, Piles of Hands. An accounting method of determining how many killed in battle
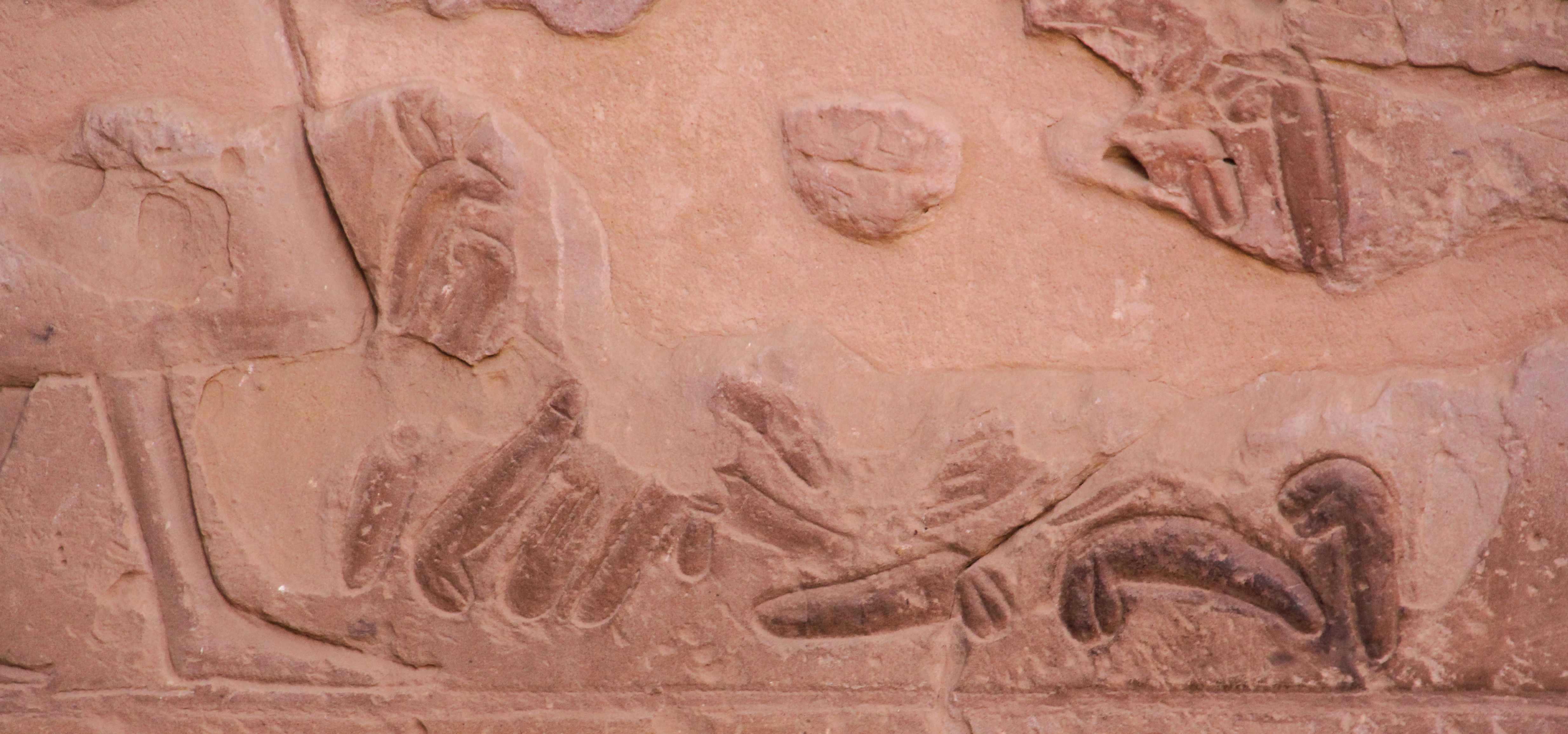
Medinet Habu Temple, Piles of Genitals. An accounting method of determining how many killed in battle
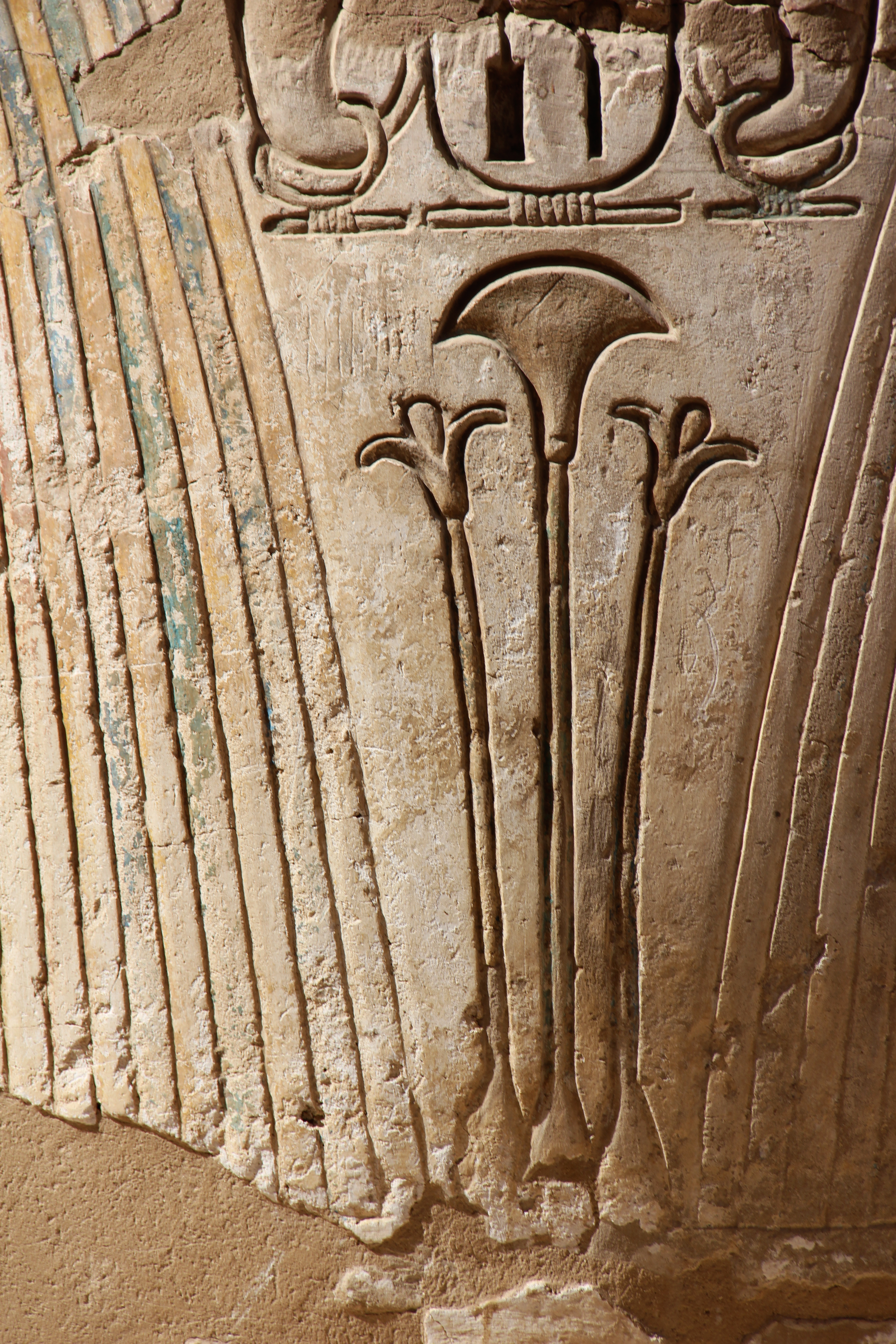
Medinet Habu Temple Column Detail
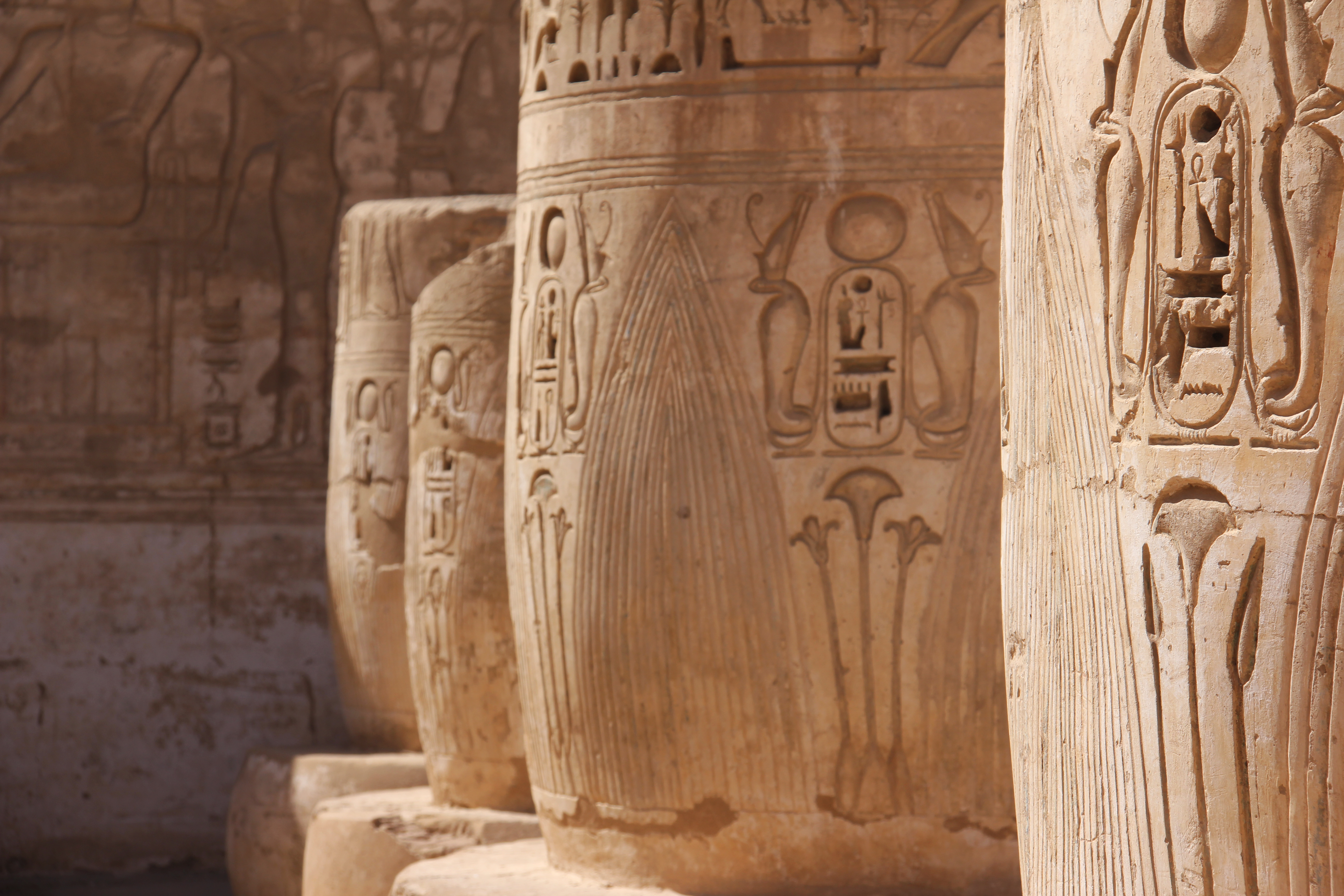
Medinet Habu Temple Column Detail
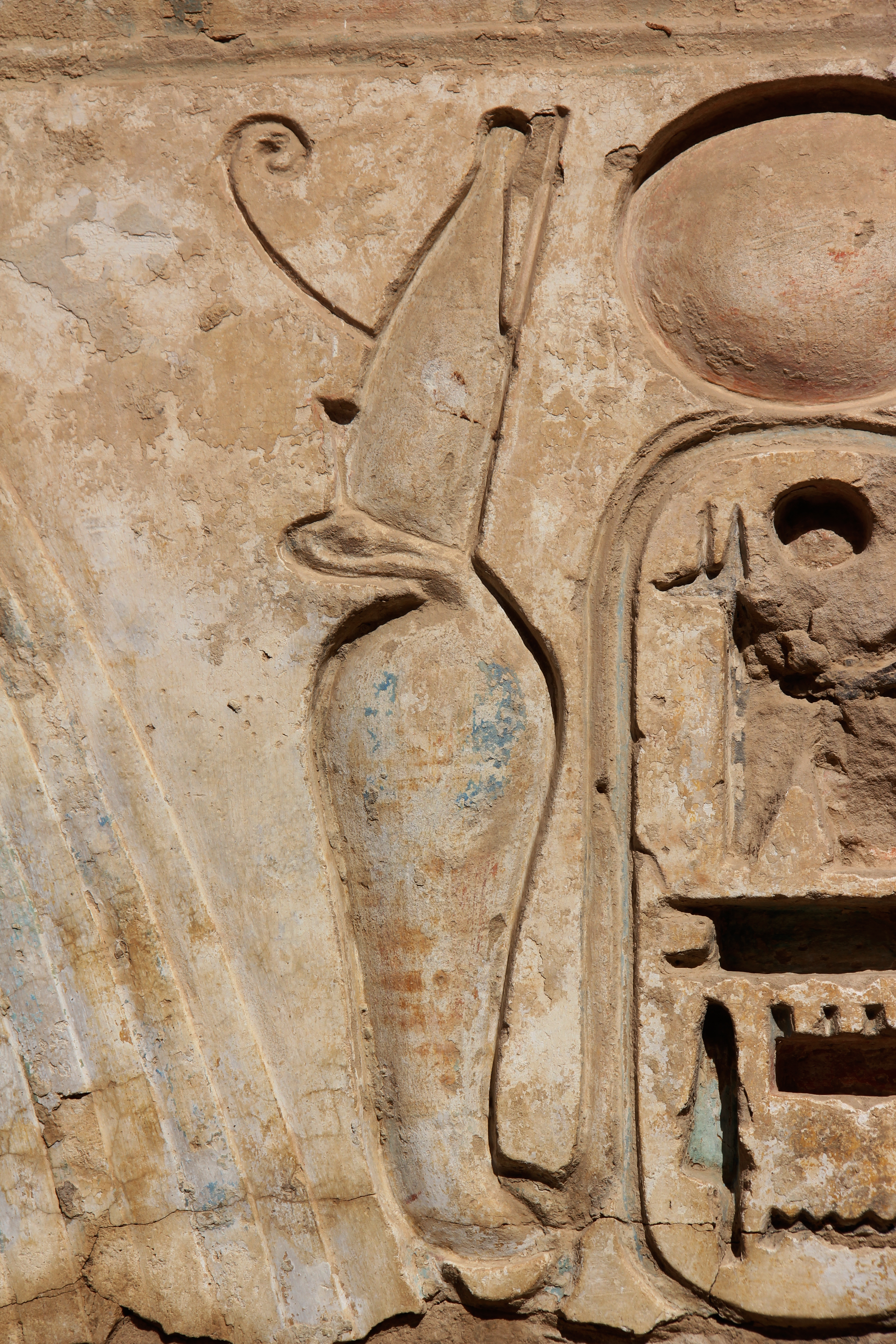
Medinet Habu Temple Column Detail
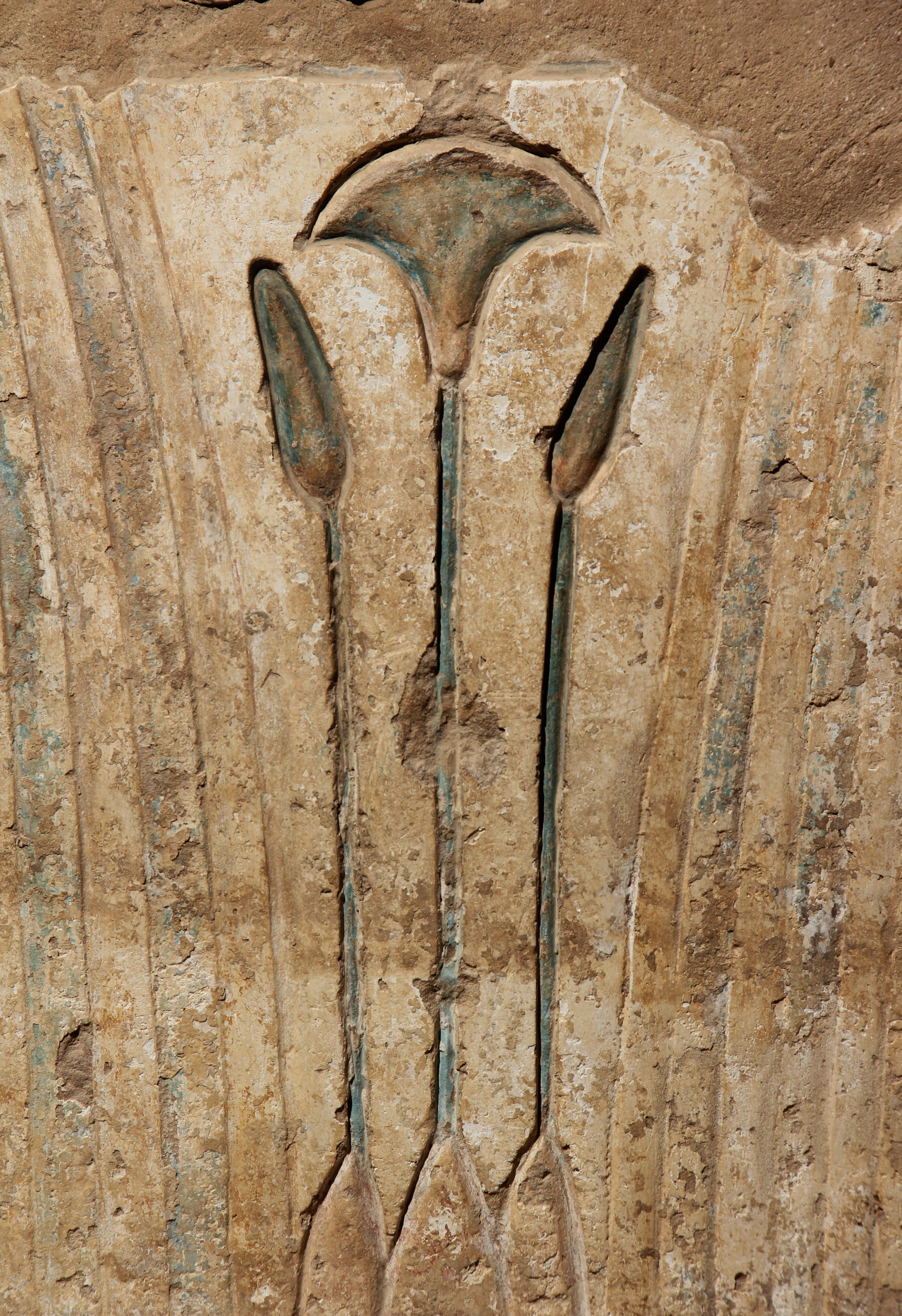
Medinet Habu Temple, Column Detail
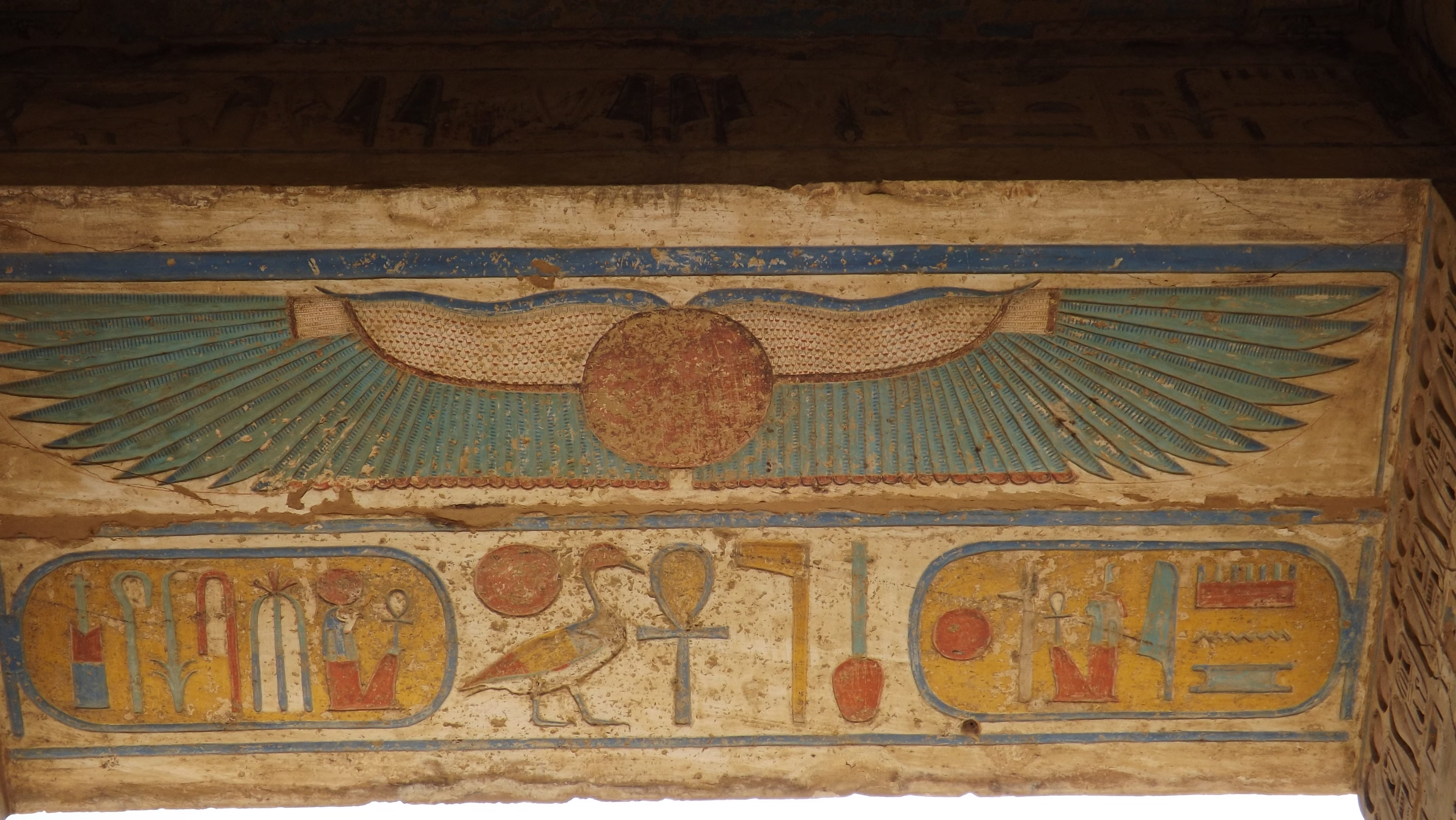
Habu Temple Scene. Note the colors
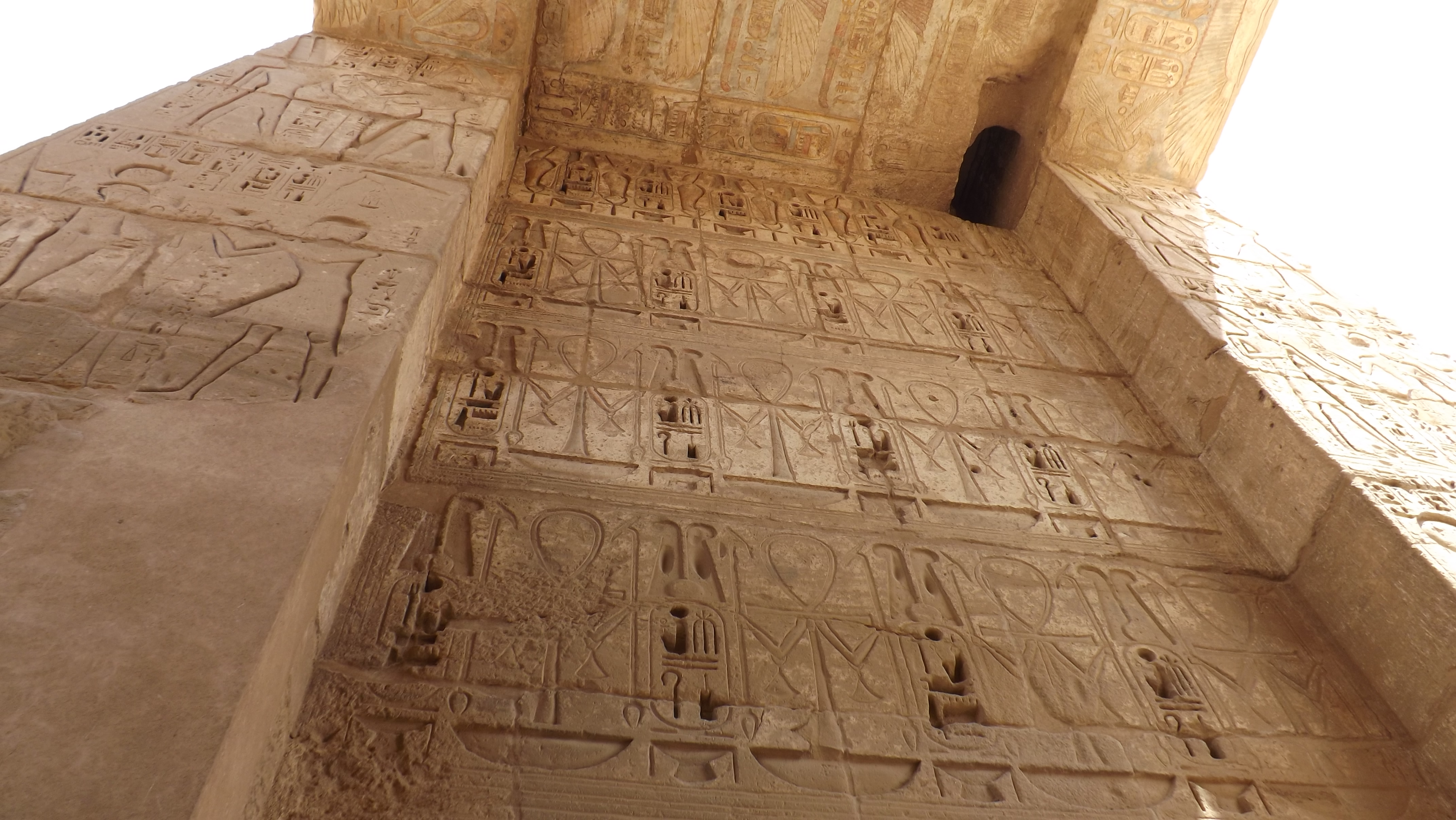
Habu Temple Scene.  Key for the door
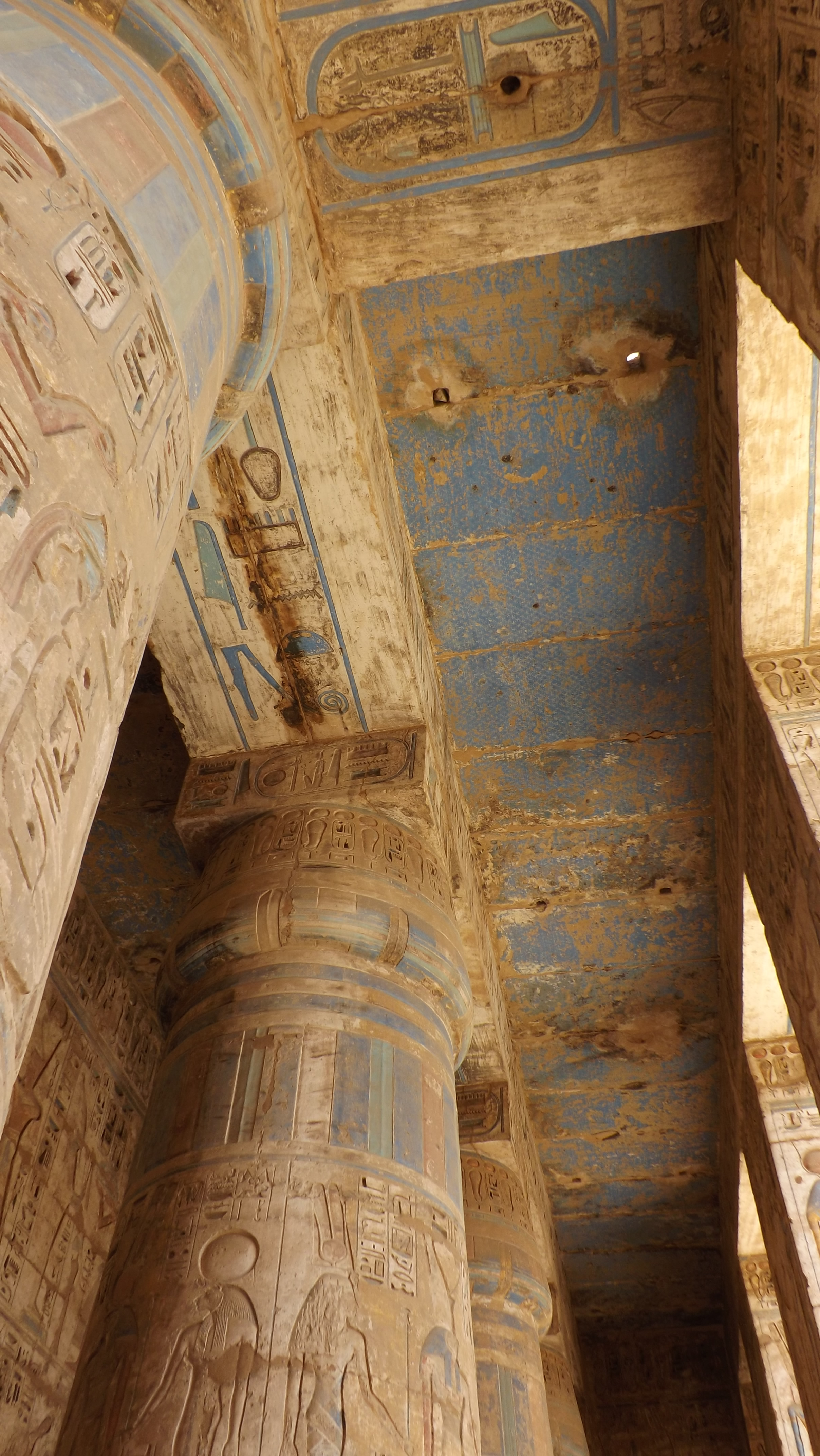
Habu Temple Scene. Hall
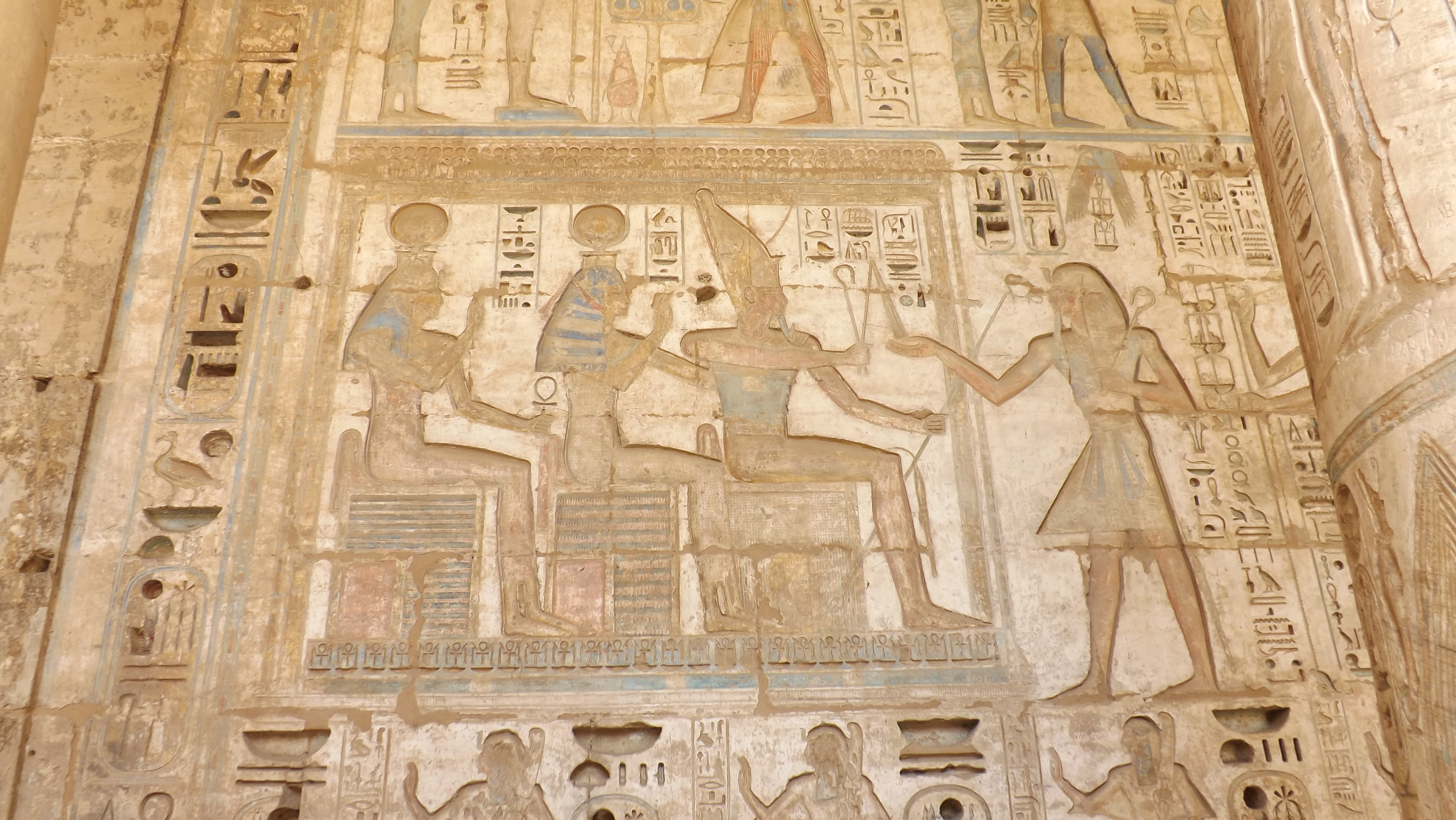
Habu Temple Scene. Pharaoh Rules
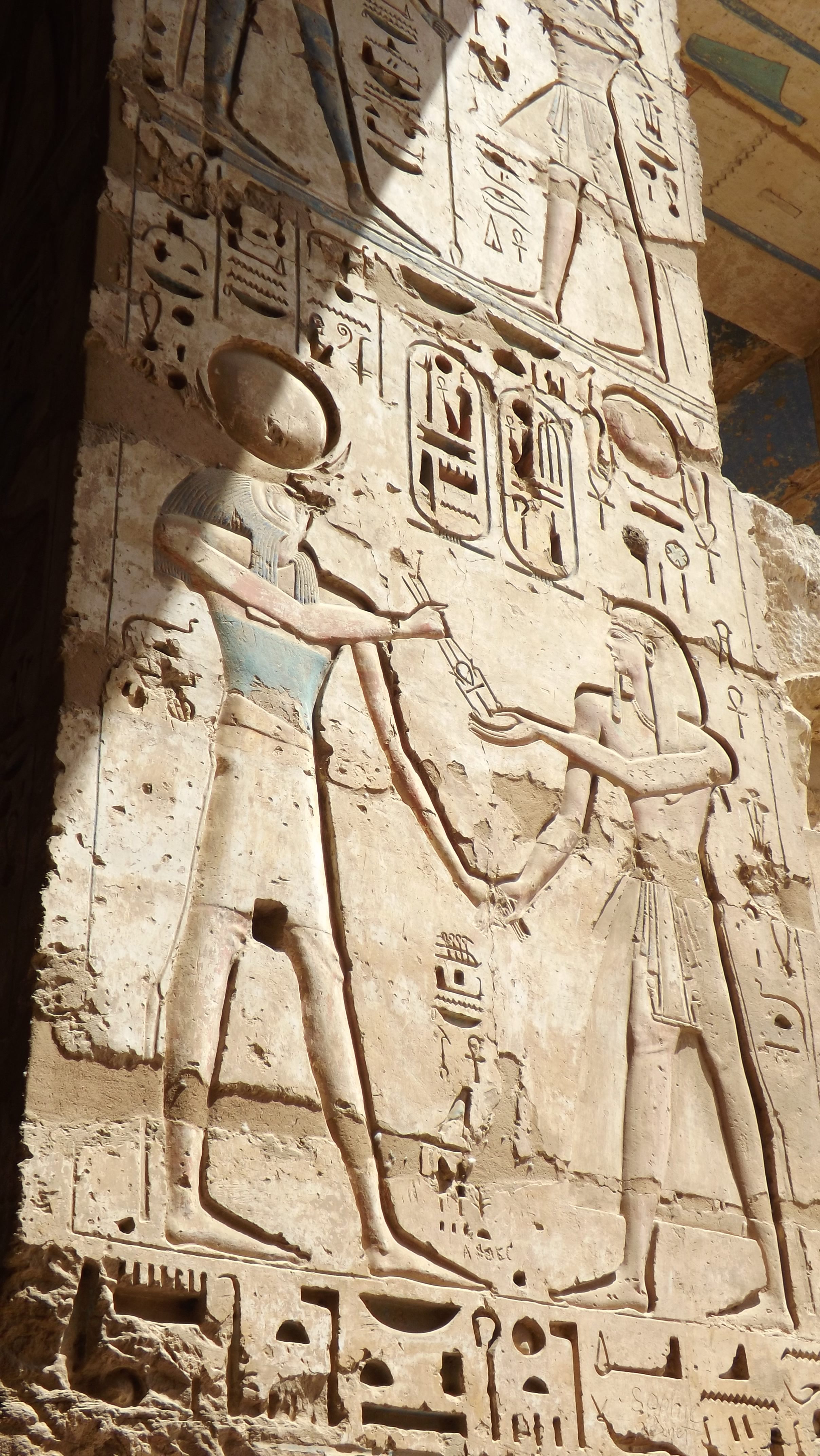
Habu Temple Scene.  Note the God gives Pharaoh an Ankh, life
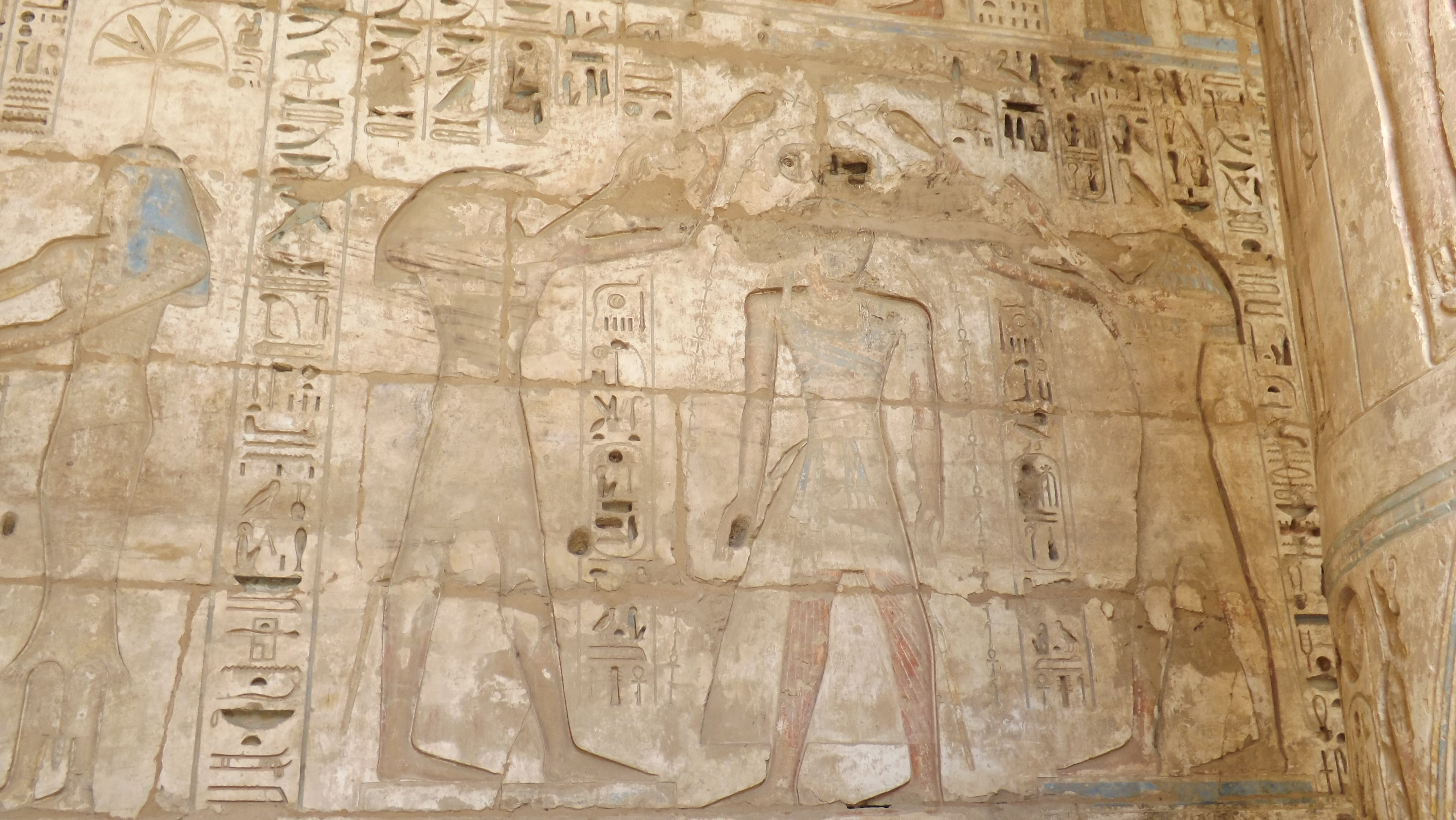
Habu Temple Anointing Scene
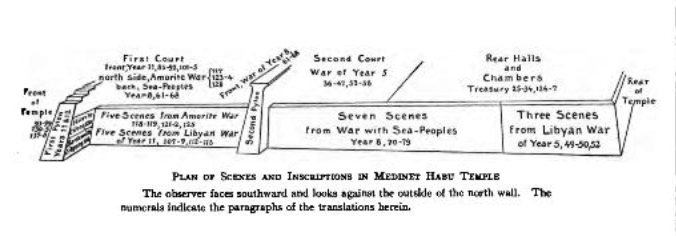
Sketch of the inscriptions on the Northeast wall at the temple, by James Henry Breasted
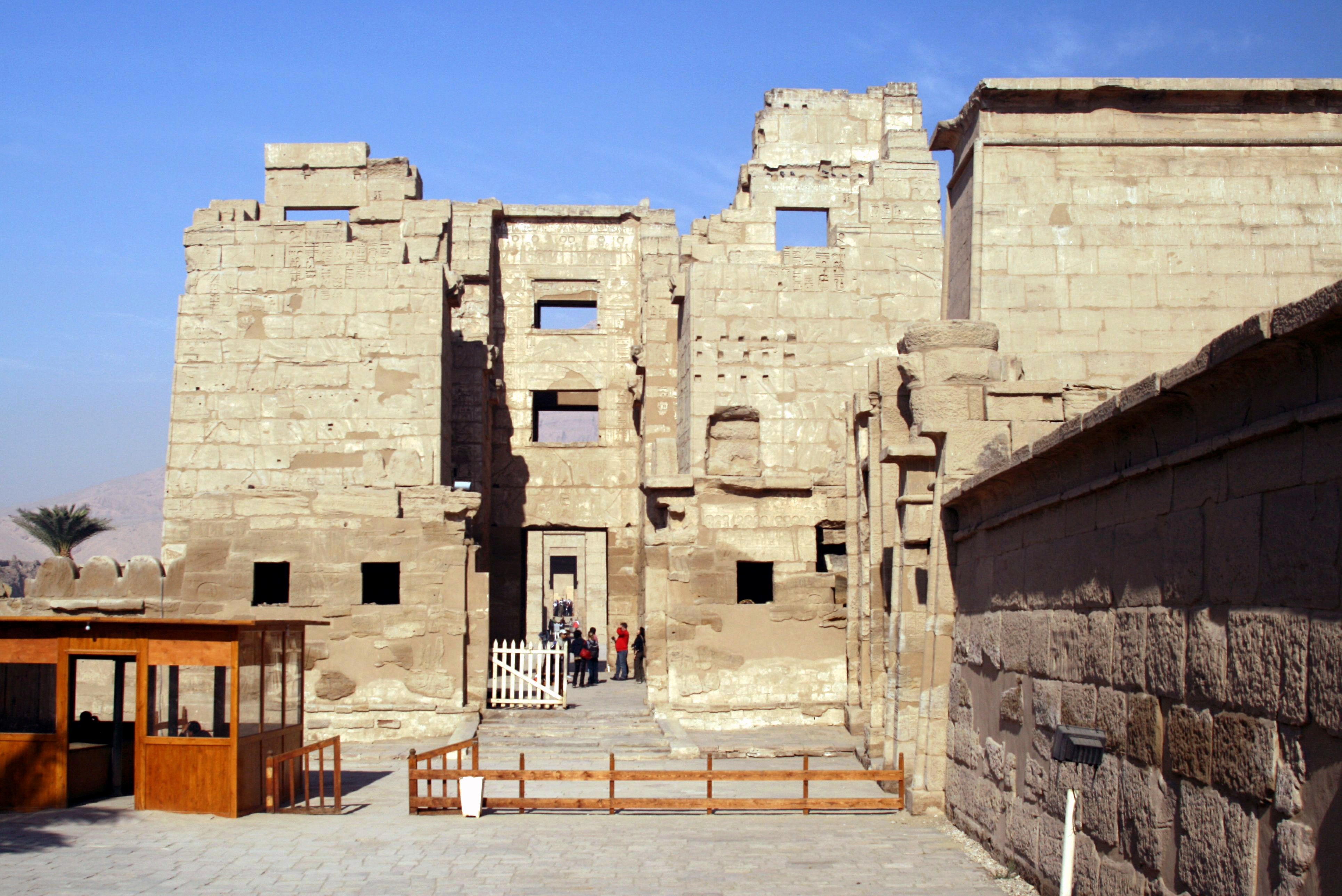
Migdol entrance to Medinet Habu
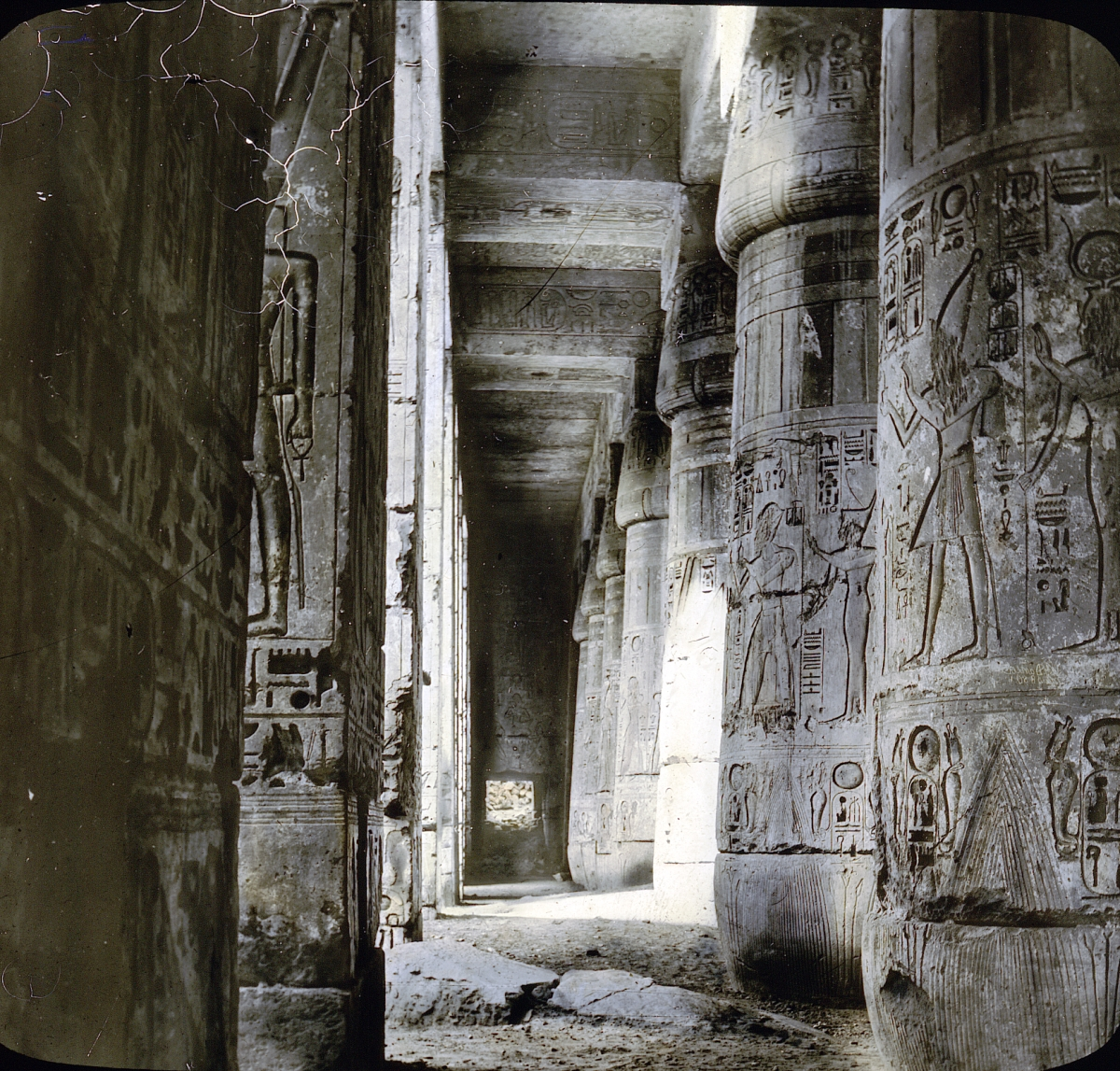
Egypt - Medinet Habou [?], Thebes. Brooklyn Museum Archives, Goodyear Archival Collection
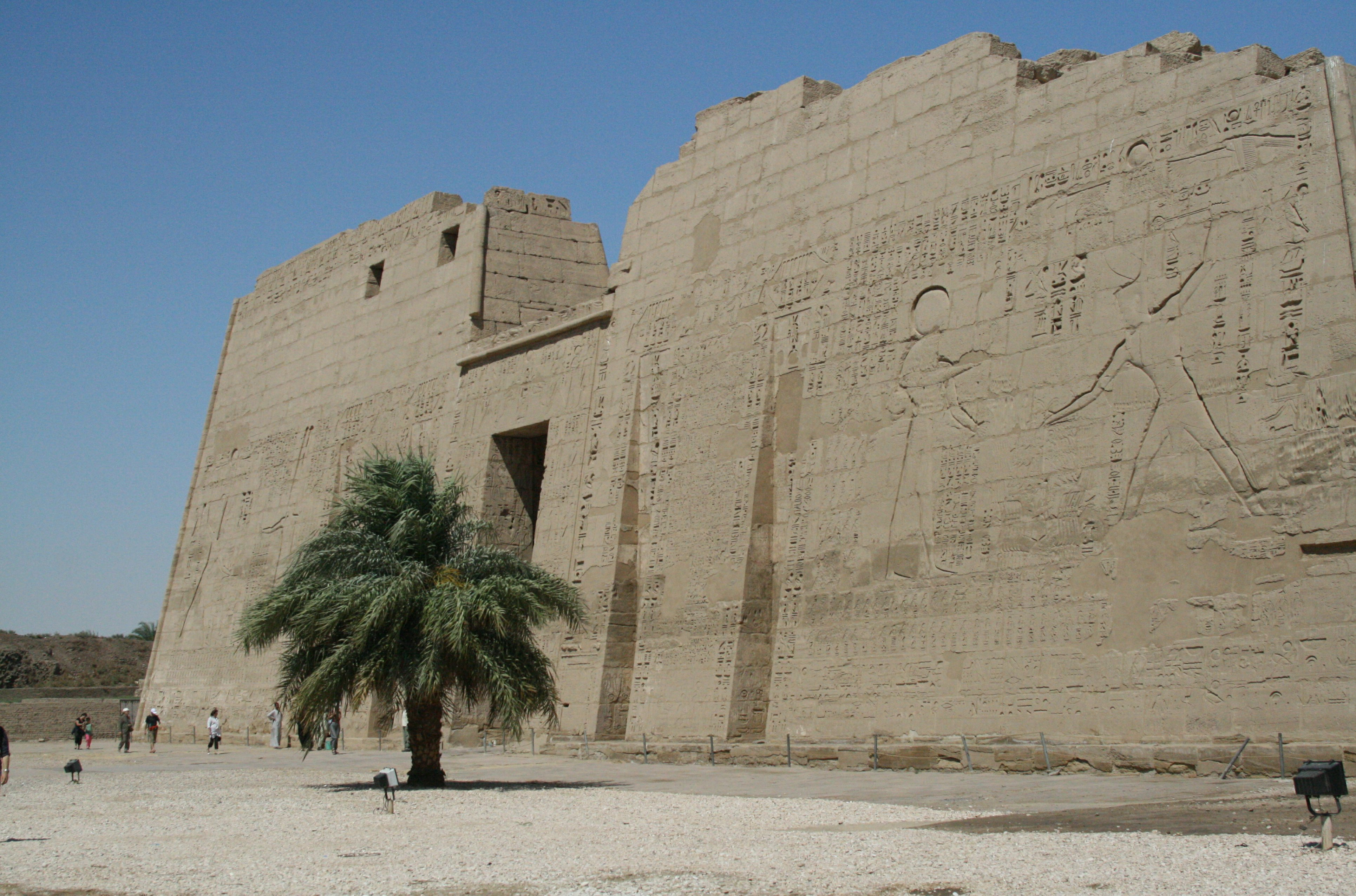
First Pylon of the Mortuary Temple of Ramesses III
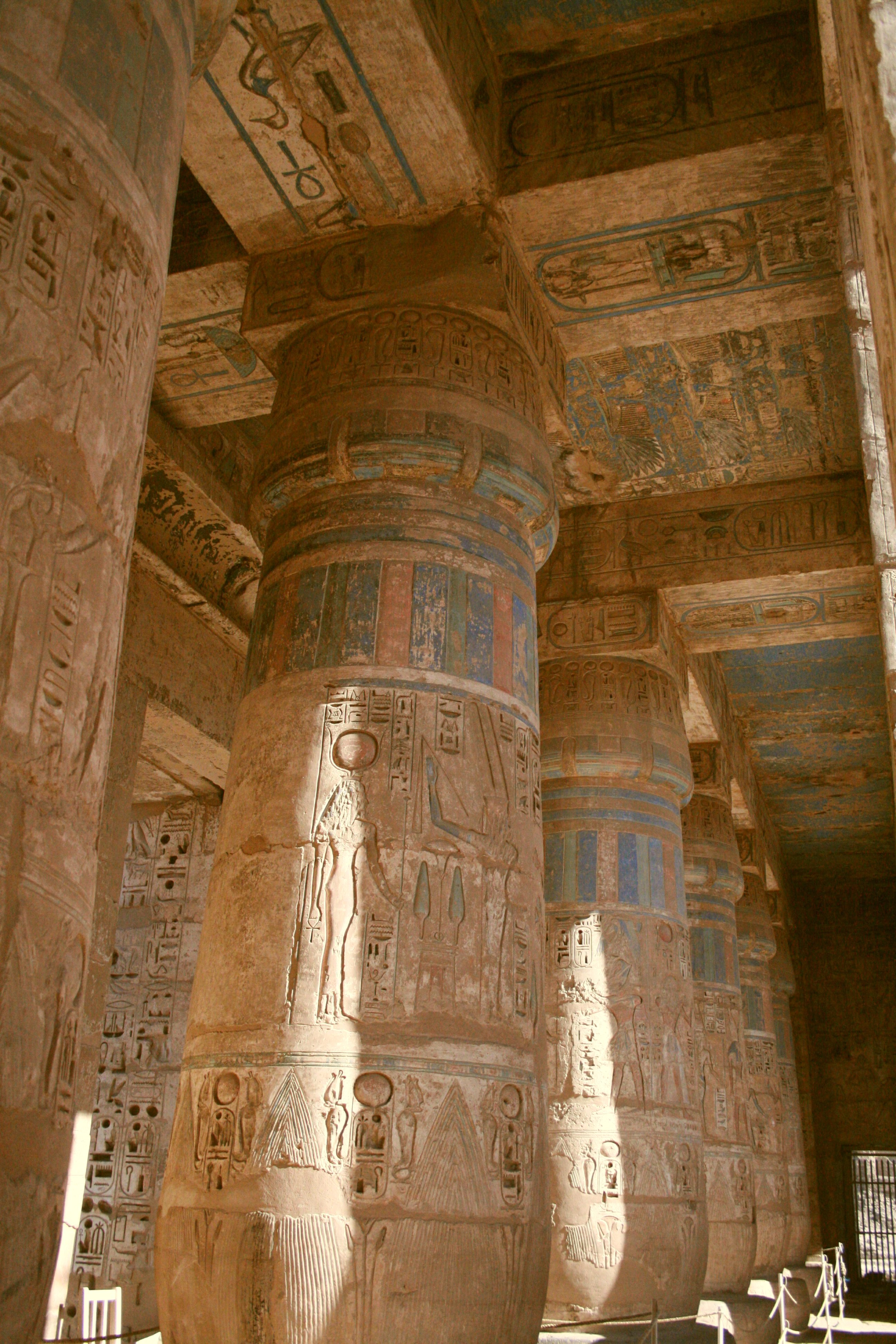
Ceiling decoration in the peristyle hall
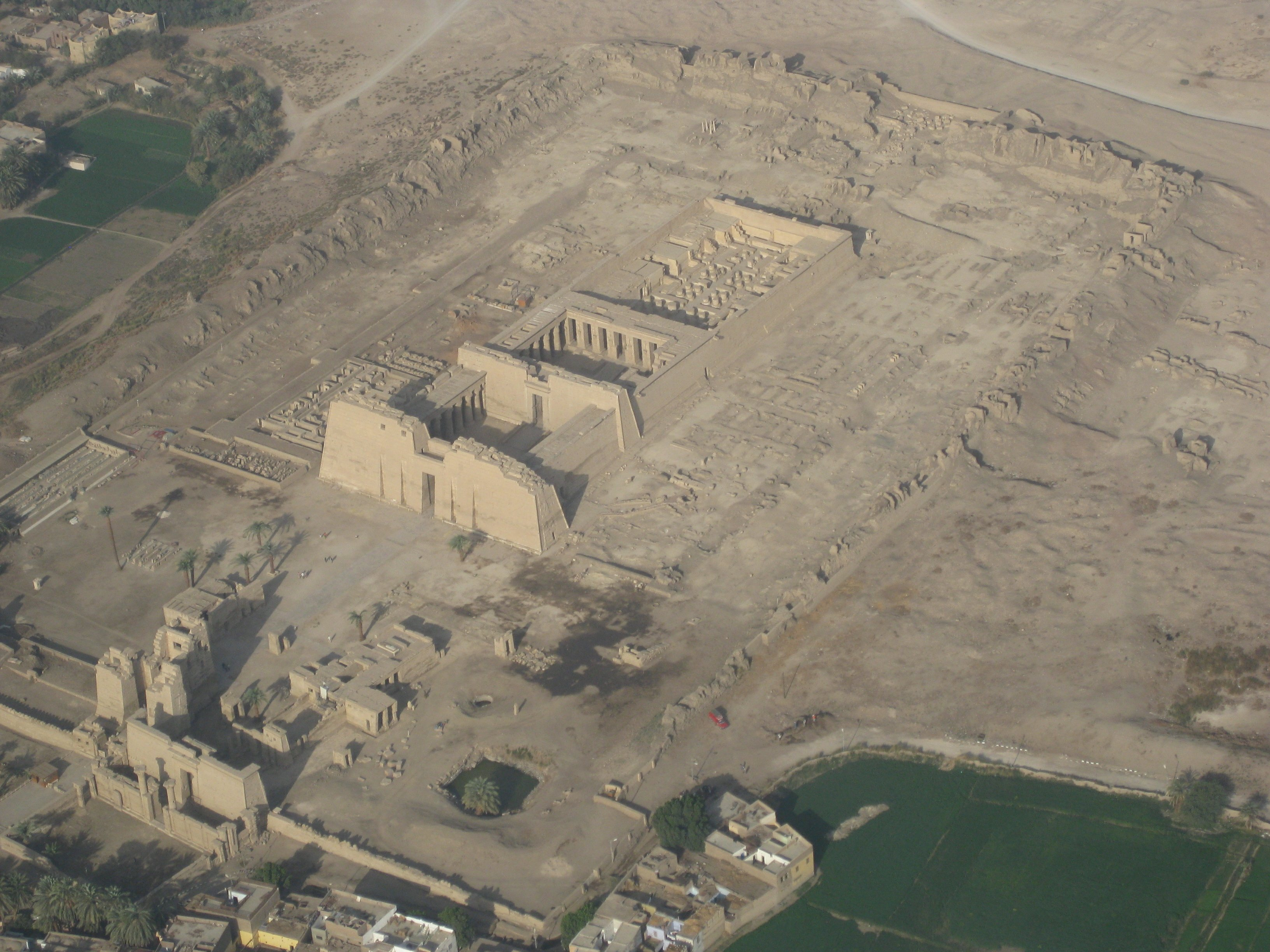